# Nové Lublice
Nové Lublice là một làng thuộc huyện Opava, vùng Moravskoslezský, Cộng hòa Séc.